# Coleophora nervosella
Coleophora nervosella é uma espécie de mariposa do gênero Coleophora pertencente à família Coleophoridae.